# Williams Rocks
Die Williams Rocks sind eine Gruppe von Klippenfelsen vor der Mawson-Küste des ostantarktischen Mac-Robertson-Lands. Sie liegen 15 km nördlich der Flat Islands und der Holme Bay.
Kartiert wurde er 1954 bei einer der Australian National Antarctic Research Expeditions. Das Antarctic Names Committee of Australia benannte ihn nach John Stanley Marsden Williams (* 1934), assistierender Dieselaggregatmechaniker auf der Mawson-Station im Jahr 1962, der an der Triangulationsvermessung dieser Felsen und der Errichtung eines Leuchtfeuers auf ihnen beteiligt war.